# ラパリュー
ラパリュー （Lapalud）は、フランス、プロヴァンス＝アルプ＝コート・ダジュール地域圏、ヴォクリューズ県のコミューン。

## 地理

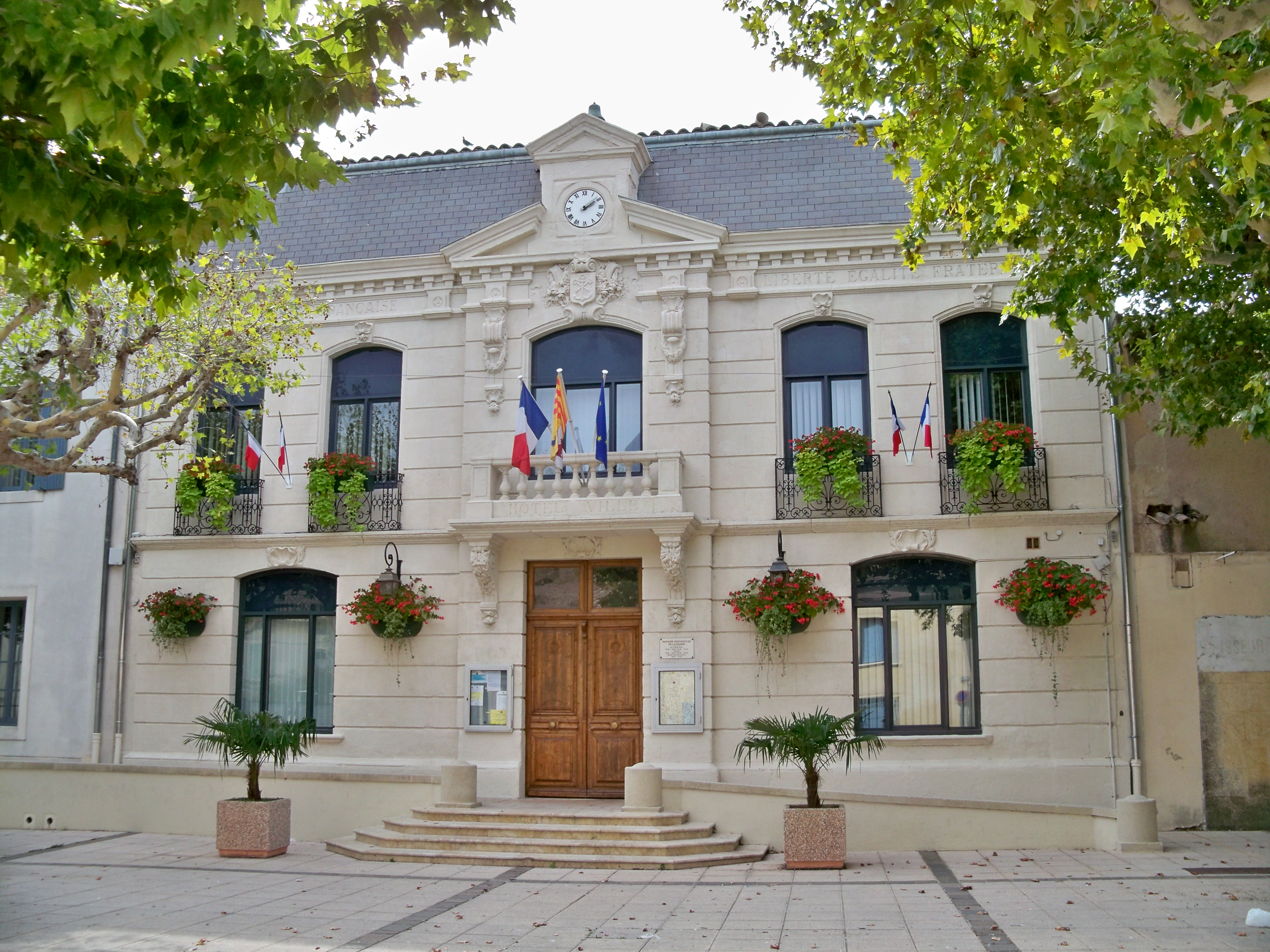
町役場

アヴィニョンの北約50キロにあり、ヴォクリューズ県の最も北西地点に位置する。
近隣のコミューンはピエールラット、サン＝マルセル＝ダルデシュ fr:Saint-Marcel-d'Ardèche、サン＝ジュスト＝ダルデシュ fr:Saint-Just-d'Ardèche、ラモット＝デュ＝ローヌ fr:Lamotte-du-Rhône、ボレーヌ fr:Bollèneがある。